# 杜彦林
杜彦林（9世纪—10世纪），字宁臣，唐朝宰相杜审权子，兄杜让能（生于841年），弟杜弘徽。
杜让能官至宰相。乾符年间，杜彦林、杜弘徽相继中进士。景福二年（893年）十月，因凤翔节度使李茂贞逼迫，唐昭宗被迫赐死杜让能、杜弘徽。
光化年间，杜彦林累官至尚书郎、知制诰，拜中书舍人。
天祐元年（904年）六月，唐昭宗下诏以时任中大夫、中书舍人、上柱国、赐紫金鱼袋杜彦林为太中大夫、守御史中丞。《新唐书·杜让能传》作杜彦林与杜让能、杜弘徽一同遇害，误。